# 1935 en Lorraine
Chronologie de la Lorraine
- 1931
- 1932
- 1933
- 1934
- 1935
- 1936
- 1937
- 1938
- 1939

Cette page est une liste d'événements qui se sont produits durant l'année 1935 en Lorraine.

## Événements

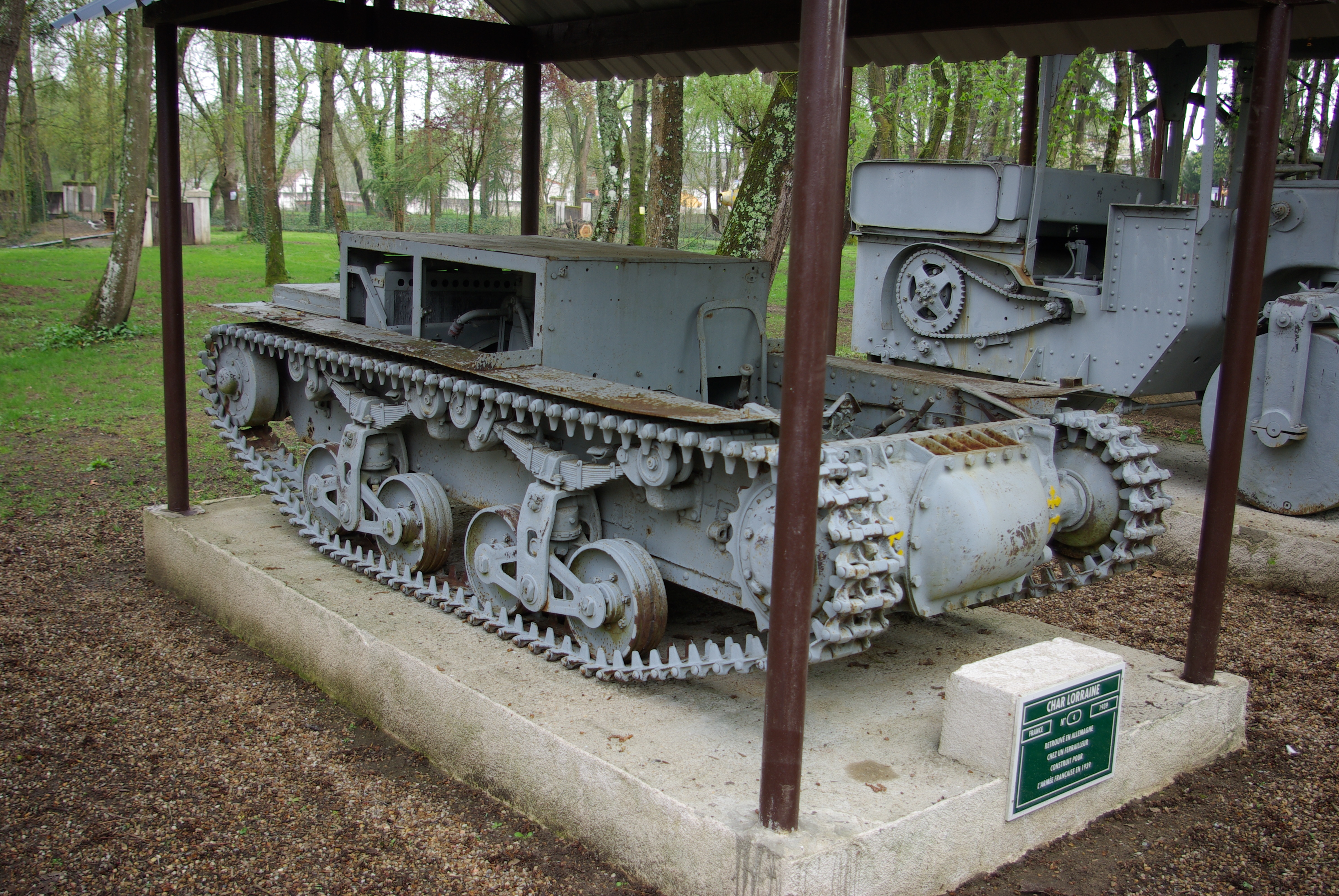
Lorraine 37L, modèle court.

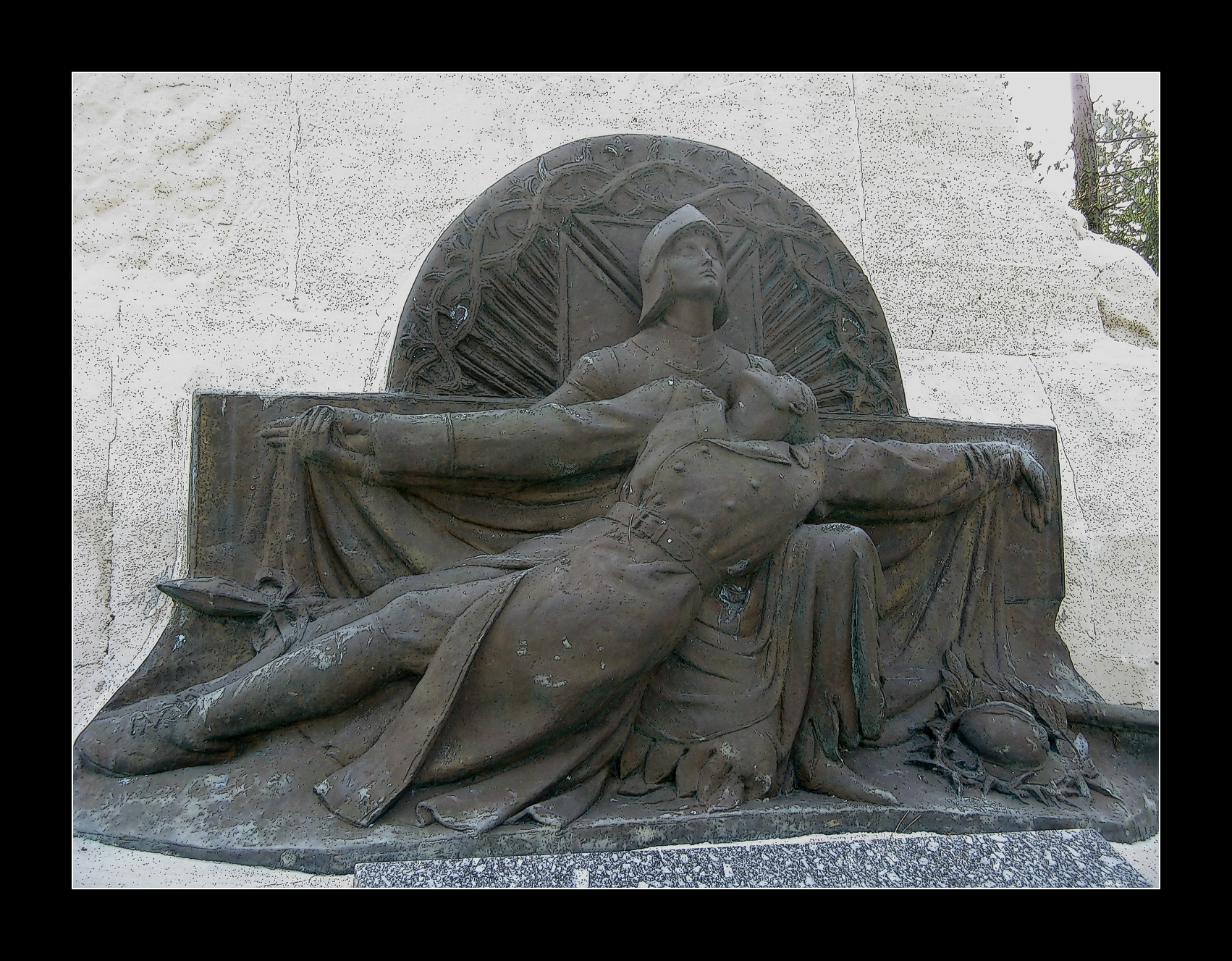
Monument au 106e régiment d'infanterie

- Plusieurs pharmaciens fondent la Coopérative des Pharmaciens Nancéiens (CPN), devenue la Coopérative Welcoop, dont le siège est, en 2020, situé à Villers-lès-Nancy[1].
- Création des Laboratoires Lehning à Metz-Queuleu[2].
- Dietrich & Cie de Lunévile se voit confier le développement de la « Voiture blindée de chasseurs portés 38L », un véhicule de transport de troupes, premier développement construit sur la base de la Lorraine 37L.
- Arthur Mirouel se présente à l'élection sénatoriale partielle consécutive au décès de Raymond Poincaré, sous les couleurs de l'Alliance démocratique. Il rejoint le groupe centriste de l'Union républicaine après son élection.
- Jean Quenette est élu député de Meurthe-et-Moselle, qui siège jusqu'en juin 1940.
- Lucien Genot, membre de la société de tir de Nancy de nouveau sur les podiums : deuxième place, par équipe, aux championnats du monde de l'épreuve 50 mètres genoux [3] et troisième place, par équipe, aux championnats du monde de l'épreuve 50 mètres couché [4]
- Maurice Flayelle est réélu au sénat avec l'étiquette de l'URD.
- Louis Courot entre au Sénat à la faveur d'une élection partielle, représentant la Meuse, et s'inscrit au groupe de l'Union républicaine, affilié à l'Alliance démocratique. Il ne se manifeste pas à la tribune de la Chambre-haute.

- 26 mars : Christian Chambosse découvre la grotte des Excentriques[5].
- 22 avril : première Fête des Jonquilles à Gerardmer[6].
- 30 juin : inauguration du Monument au 106e régiment d'infanterie, commémoratif de la Première Guerre mondiale, situé sur le territoire de la commune des Éparges, dans le département de la Meuse[7]. Il fut le dernier des monuments construits durant l'entre-deux-guerres, sur la crête des Eparges, à l'initiative de l'association des anciens combattants du 106ème R.I.
- 6 juillet : la 3e étape du tour de France arrive à Metz. Le départ avait été donné à Charleville[8].
- 7 juillet : le tour de France part de Metz en direction de Belfort[8].

## Naissances

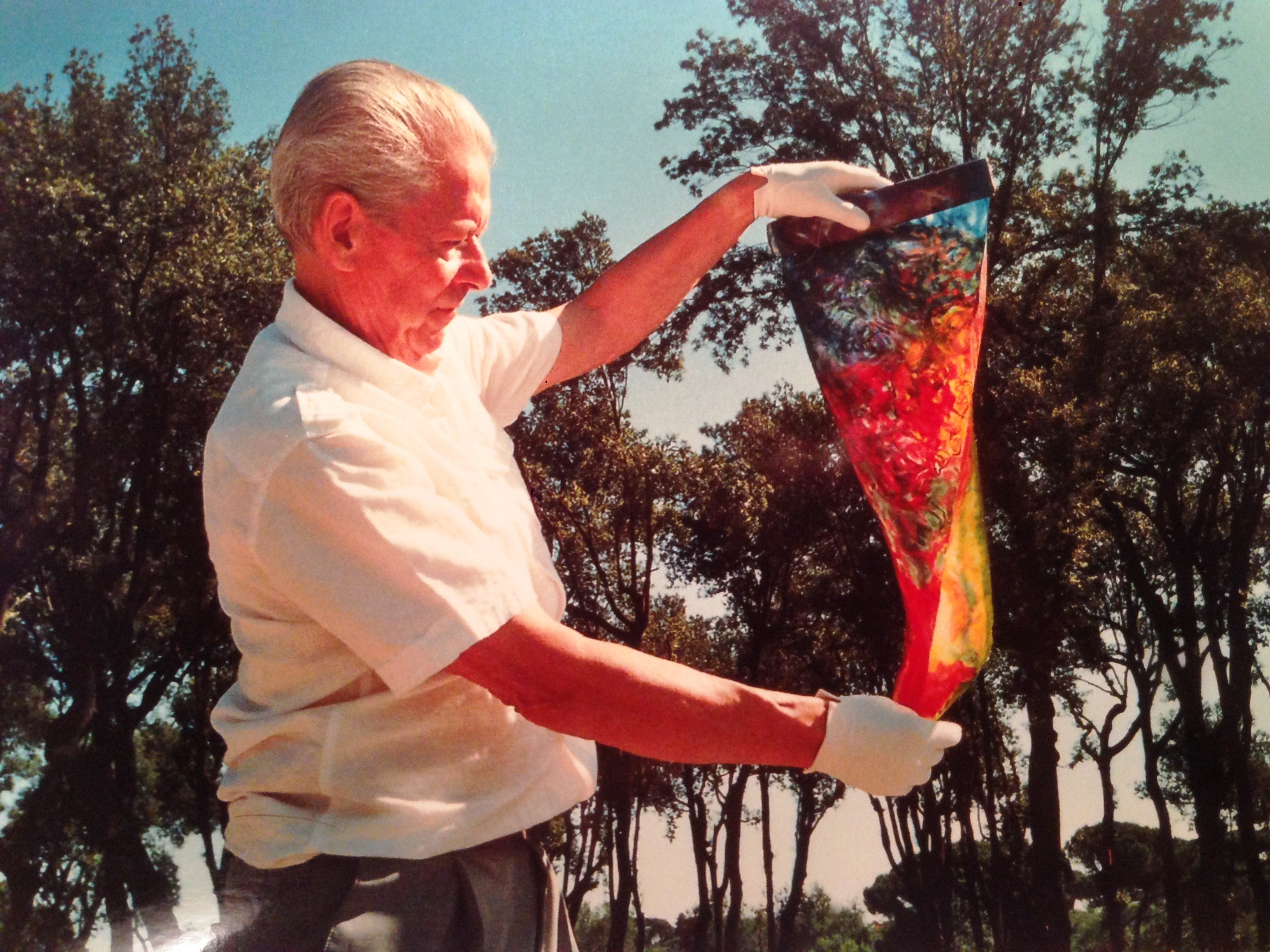
Michel Haumant

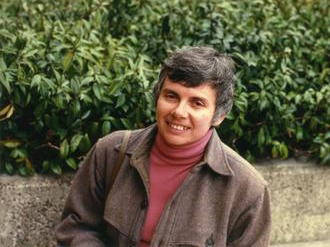
Louise Hay

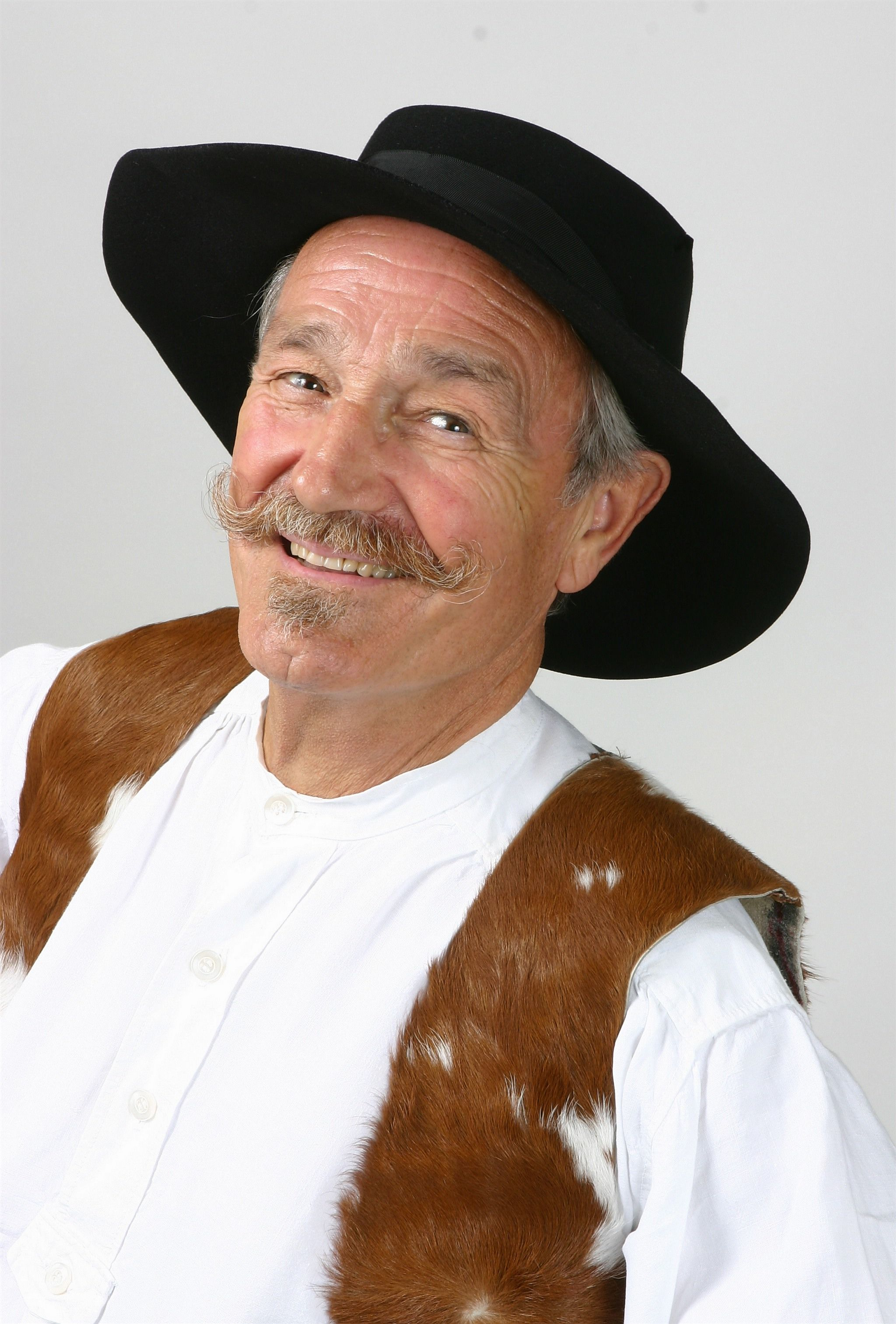
Claude Vanony.

- 5 janvier à Giraumont (Meurthe-et-Moselle) : Marcel Adamczyk, footballeur français.
- 13 janvier à Montigny-lès-Metz : Patrick de Laubier, mort le 28 février 2016 à Genève, universitaire et sociologue français, devenu prêtre catholique.
- 15 janvier à Fresse-sur-Moselle : Christian ("Coco") Spiller, mort le 26 janvier 2009, homme politique français.
- 5 février à Sarreguemines : Lucien Schmitthäusler[9], mort le 6 avril 2020 à Rouhling[10], éducateur spécialisé et écrivain français, poète en francique rhénan.
- 6 février à Morhange (Moselle) : Hamid Aït Amara, mort à Montpellier le 11 novembre 2009[11]) est un économiste et sociologue algérien, spécialiste notamment des questions agraires.
- 15 février à Fléville-devant-Nancy : Louis Thiry, mort le 27 juin 2019 à Mont-Saint-Aignan, organiste, improvisateur, professeur et compositeur français aveugle.
- 23 février à Deneuvre : Jean Bernadaux, homme politique français.
- 25 février à Nancy : Bernard Rousselet, acteur français[12]
- 2 mars à Toul : Jean-Paul Dethorey, dessinateur et scénariste français de bande dessinée mort le 15 mai 1999. Il est surtout connu pour la série Louis la Guigne mais a publié plusieurs autres œuvres, en particulier l'Oiseau noir.
- 27 mars à Mirecourt : Jacques Houtmann, chef d'orchestre français.
- 8 avril à Metz : Nathan Wachtel, historien et un anthropologue français, spécialiste de l'Amérique latine[13].
- 10 mai à Saint-Dié-des-Vosges : Hubert de Bazelaire de Lesseux, homme politique vosgien de la IIIe République, né le 15 août 1868 à Saint-Dié.
- 14 mai à Nancy : Jean Pichot-Duclos, mort le 8 mars 2011 à La Tronche, général de brigade français.
- 27 mai à Nancy : Jacques Jouanna, helléniste français spécialiste de la médecine (Hippocrate, Galien) et de la tragédie de la Grèce antique. Professeur émérite à l'Université de Paris IV-Sorbonne, il est, depuis 1997, membre de l'Institut (Académie des inscriptions et belles-lettres).
- 29 mai à Giraumont : Bruno Rodzik, footballeur français, mort le 12 avril 1998 à Thionville[14].
- 3 juin à Nancy : Michel Haumant[15], portraitiste français.
- 14 juin à Metz : Louise Hay (décédée le 28 octobre 1989), mathématicienne américaine. Elle a été membre fondatrice de l'Association for Women in Mathematics.
- 28 juin à Rambervillers : Suzy Durupt, connue sous le pseudonyme Sunsiaré de Larcône, morte le 29 septembre 1962 à Garches. Elle est l'auteur d'un unique roman, La Messagère, et est surtout connue pour être morte dans un accident de voiture en compagnie de Roger Nimier.
- 30 juillet à Rombas : Arsène Lux, homme politique et haut fonctionnaire français.
- 1 août :
  - à Gérardmer : Claude Vanony, conteur et humoriste français.
  - à Nancy : Louis-Claude Thirion, pianiste classique français.
- 1er septembre à Metz : Renaud Matignon, décédé le 6 février 1998[16], écrivain et journaliste  français qui a travaillé notamment au Figaro et au Figaro littéraire.
- 6 septembre à Moyeuvre-Grande : Armand Scholtès[17] , mort le 8 février 2023 à Nice[18], peintre et dessinateur français.
- 18 septembre à Nancy : Jean-Louis Hurst[19], mort le 13 mai 2014 à Villejuif (Val-de-Marne)[20], journaliste, enseignant et militant anticolonialiste français, déserteur pendant la guerre d'Algérie.
- 31 octobre à Ventron : Marguerite Leduc, skieuse alpine française. Issue d'une fratrie de skieurs, elle prend part aux Jeux olympiques 1960 aux côtés de ses deux sœurs Thérèse Leduc et Anne-Marie Leduc. Mettant un terme à sa carrière sportive au décès de leur père, elle devient directrice de l'école de ski de Ventron et chef de cuisine.
- 3 novembre à Metz : Hugues Michet de Varine-Bohan, historien et muséologue français. Il est directeur du Conseil international des musées (ICOM) de 1965 à 1974 puis consultant en développement communautaire. Hugues de Varine est étroitement associé au développement de la « nouvelle muséologie » aux côtés de Georges Henri Rivière. Il est aussi l’un des pères fondateurs des écomusées.

## Décès
- 11 février à Bar-le-Duc : Pol Chevalier, né le 12 octobre 1861 à Revigny (Meuse) , homme politique français.
- 10 mai à Chauvency-le-Château : Léon Arnould, mycologue français né Jean Léon Arnould le 7 juillet 1853 à Chauvency-le-Château (Meuse)[21],[22].
- 21 septembre à Commercy : Emmanuel Fontaine, né à Abbeville le 6 décembre 1856, sculpteur français.